# Siculofonia
L'area della siculofonia designa l'insieme dei paesi e delle persone che hanno la lingua siciliana come lingua materna, generalmente affiancata alla lingua ufficiale del proprio Stato di appartenenza.

## Diffusione
Il siciliano nelle sue varietà è correntemente parlato da circa 5 milioni di persone in Sicilia, oltre che da un numero imprecisato di persone emigrate o discendenti da emigrati delle aree geografiche dove il siciliano è madrelingua, in particolare quelle trasferitesi nel corso dei secoli passati negli USA (dove si è formato il Siculish), in Canada, in Australia, in Argentina, in Uruguay, in Venezuela, in Belgio, in Germania e nella Francia meridionale.
Secondo un'indagine ISTAT di fine anni Ottanta, il livello di siculofonia totale in Sicilia (TSL, tasso di sicilianità linguistica), ovvero di coloro che parlano esclusivamente siciliano non alternandolo a nessun altro idioma, è pari al 5,6%.